# Araneus caballo
Araneus caballo är en spindelart som beskrevs av Levi 1991. Araneus caballo ingår i släktet Araneus och familjen hjulspindlar. Inga underarter finns listade i Catalogue of Life.